# Ascend Communications
La Ascend Communications era società californiana con sede ad Alameda e specializzata nella produzione di apparecchiature per la telecomunicazione.

## Storia
Fondata nel 1988, aveva fra i primi investitori Kleiner, Perkins, Caulfield and Byers (KPCB), Greylock Partners e New Enterprise Associates (NEA). La sua storia termina nel 1999 con l'acquisizione e incorporazione da parte di Lucent Technologies.
Ascend Communications progettò e realizzò attrezzature per installazioni di dial-up ad alta densità, soprattutto il MAX TNT. Clienti come AOL, Earthlink ed UUnet acquistarono oltre due milioni di questi prodotti nei giorni di massimo splendore dei dial-up per l'accesso ad Internet. A metà degli anni novanta l'azienda era uno venditori leader di modem ISDN.